# 南座

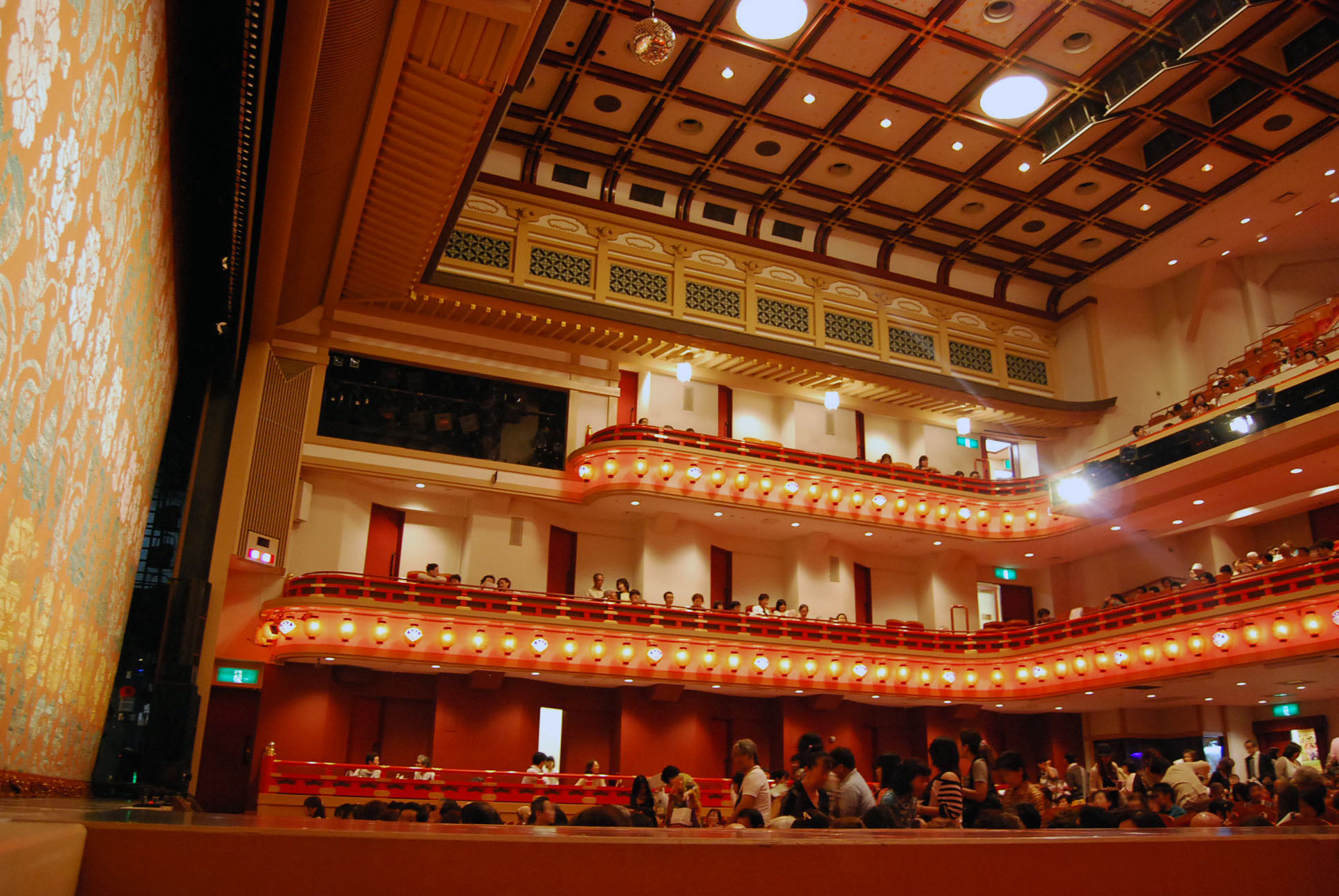
客席

南座（日语：／）是位於京都府京都市東山區的劇場。由松竹負責營運。作為取用了桃山風格設計的近代建築，地上4樓地下1樓的建築被指定為國家登錄有形文化財。

## 歷史
江戶時代（慶長年間 1596-1615年）初期發源，元和年間獲得官方許可的劇場，持續在同一個場所表演至今，可以說是日本最古老的劇場。名稱源自位於四條通的南側。
江戶時代初期、幕府公認位於四條河原的芝居小屋共有七座。其後，歷經火災多次燒毀，表演的中心也漸次轉移至大阪，劇場的數量逐漸減少。至江戶時代中期，僅剩下四條通南（南芝居）、北（北芝居）、大和大路西（西芝居）的三座而已。西芝居在1794年（寛政6年）的大火後未再重建，僅存二座。而位於南座對面的北座，也因為1892年（明治25年）四條通拓寬而關閉，最終僅剩下南座。
1906年（明治39年）由松竹買下，此後成為松竹的直營劇場。1913年（大正2年）進行大規模整修，成為1436席的大型劇場（木造）。
1929年（昭和4年）1月開始改建，至同年11月竣工，同月25日舉行開場式。桃山風格的鋼筋水泥5層樓高建築，定員為1527人（當時）。設計施工由白波瀬工務店負責，設計實務則由前京都市營繕課長安立糺擔任。
1991年（平成3年）進行改修工程，留下了桃山風的外觀，內部則設置了最新設備，蛻變為一座現代化劇場，並於10月28日開場。1996年（平成8年）成為國家登錄有形文化財。
2015年（平成27年）進行耐震診斷，確認未達到修正後的耐震改修促進法耐震基準，因此在劇團前進座的初春公演結束後的2016年（平成28年）1月19日開始暫停公演休館。。
後於2018年（平成30年）5月18日，正式發表同年11月重新開場。
2018年（平成30年）10月27日，為了慶祝南座新開場記念行事，舉行了「南座開場式」「南座新開場 祇園お練り」等活動；11月1日亦舉行了「南座発祥四百年 南座新開場記念　京の年中行事 當る亥歳 吉例顔見世興行 東西合同大歌舞伎　二代目松本白鸚 十代目松本幸四郎 八代目市川染五郎 襲名披露」，以初日開幕的形式宣告新時代南座的新開場。

## 特徴
出雲阿國在1603年（慶長8年）春天，來到京都表演歌舞伎舞蹈被認為是歌舞伎的起源，在歌舞伎發祥地跨越400年，持續演出歌舞伎，可以說是日本最古老、且擁有歷史與傳統的劇場。現在依然以歌舞伎為中心舉行公演，特別是毎年11月底至12月底舉行的吉例顔見世興行為京都的風物詩。此時會將表演者的名字以勘亭流書寫在被稱作「まねき」的看板，掛在劇場的入口上，在京都相當有名。

## 所在地
〒605-0075 京都府京都市東山區四条通大和大路西入中之町198
四條大橋東詰（四条川端南側），由四條河原町往鴨川方向，渡過四條大橋後向八坂神社方面行的途中。

## 定紋

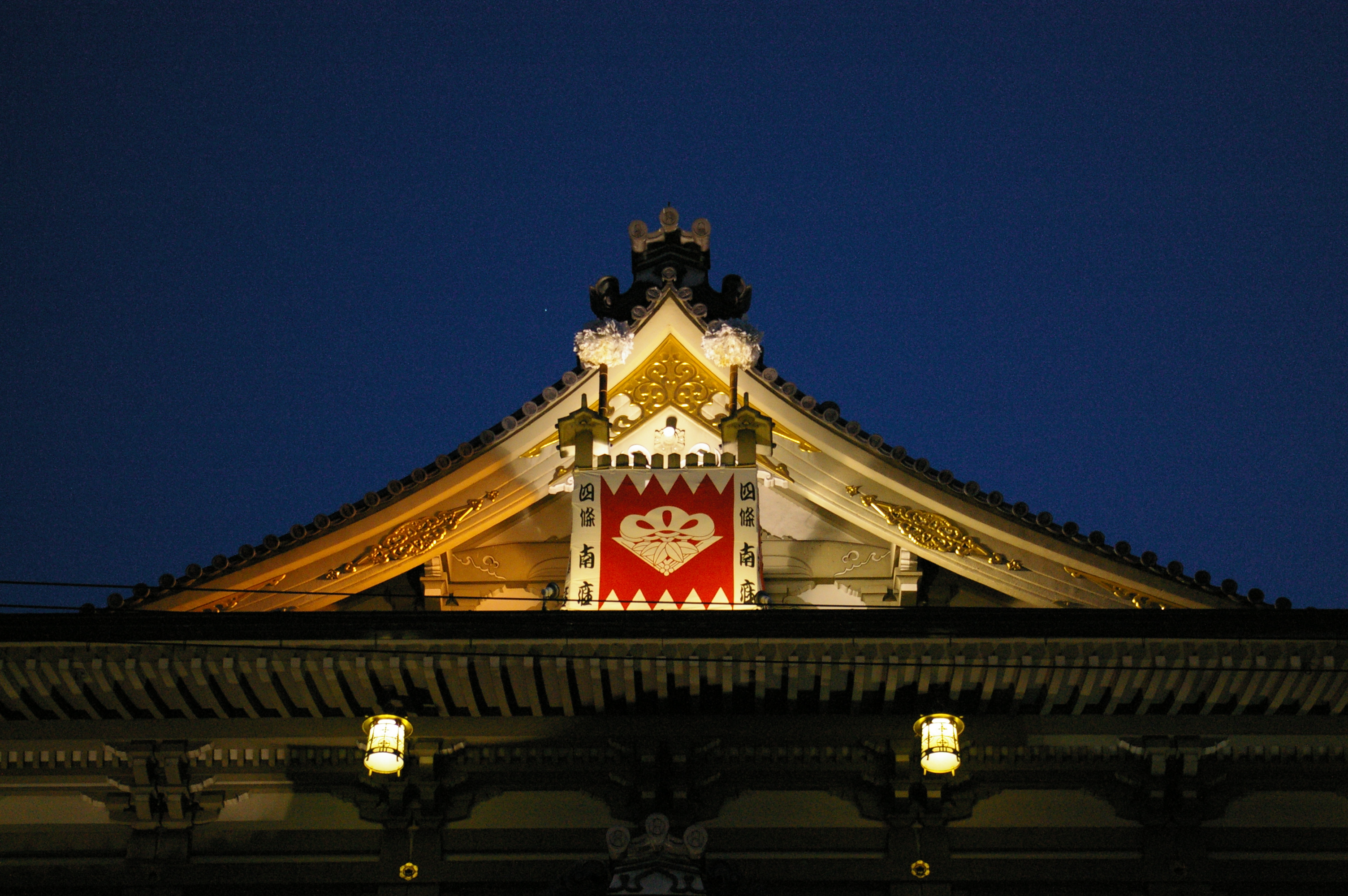
屋頂的松竹標誌

### 最近駅
- 京阪 祇園四条站旁
- 阪急 京都河原町站徒歩3分

## 關聯項目
- 歌舞伎
- 顔見世
- 有頂天家族

## 外部連結
- 京都四條南座（松竹） （页面存档备份，存于）
- 南座の歴史（松竹） （页面存档备份，存于）